# Holmstrup Mark
Holmstrup Mark er et område i Skjoldhøjkilen og samtidig en bydel i det vestlige Aarhus. Det ligger primært i Skjoldhøj Sogn, grænsende op til Hasle, Brabrand og Tilst. Området er et bymæssigt grænseområde mellem Ringvejen og Tilst. Beboerne på Holmstrup Mark er måske de eneste der bruger den gamle betegnelse og områdeinddeling til identifikation. Ofte anvender beboere med postnummer 8220 Brabrand den lidt bredere betegnelse Brabrand Nord, som dog dækker et lidt større område. I folkemunde kaldes selve Holmstrup-byggeriet for "Månebase Alpha".
Området stammer fra udstykningen i 1927 af arealer tilhørende Holmstrupgård (Brabrand Sogn) og er i dag præget af villaer, rækkehuse, lavt etagebyggeri og store naturområder. Hørte frem til kommunalreformen i 1970 under Brabrand-Årslev Kommune.
Holmstrup Mark indeholder parceller i følgende postnumre:
- 8210 Aarhus V (Hasle og vest for Hasle)
- 8220 Brabrand (nord)
- 8381 Tilst

## Historien
Eldalen i Tilst var rammen om Voldbækken, som er det ældste registrerede vandløb. Det løber forbi den tidligste landsby Holmstrup (omkring år 800), der blev erstattet af herregården Holmstrup Gård i slutningen af 1200-tallet, på hvis marker der langs Voldbækken blev etableret de første bebyggelser på Holmstrup Mark efter udstykningen i 1927. Voldbækken er i dag delvis rørlagt, men kan stadig ses som et væsentlig element i Holmstrup Bakker som er et af Aarhus byråd pålagt ejerlav i villakvarteret fra kommuneplan i 1978.
Voldbækken blev på herregården anvendt i forbindelse med park med anlagte parksøer og fiskedamme. Til afvanding af området umiddelbart syd for herregården, blev der drænet og ledt vand til større bassiner i området kaldet Bremerholm.
Der er blevet gravet tørv (til brændsel) og mergel (til byggeri) i området hvor Holmstrupgård (og Grimhøjgård) havde både mergelgrav og tørvegrave. I dag kan disse stadig ses som små søer.

## Institutioner mv.
- Skjoldhøj Kirke er en moderne kirke der fremstår blå og hvid i frisk arkitektur ved en lille kirkesø
- Skjoldhøj Skole fra 1974 blev projekteret sammen med det store villakvarter Skjoldhøjparken
- Egebakkeskolen er en privat skole fra 1995, som drives ud fra et kristent livssyn (ca. 307 elever)
- Fritids og Ungdomsklubben Holmstrup Mark ligger ikke længere ligesom Egebakkeskolen i en af de særprægede bygninger som tidligere var Rudolf Steiner-skole (Vestskolen).
- Ungdomshjemmet Holmstrupgård for unge med psykiske lidelser, spiseforstyrrelser eller opmærksomhedsforstyrrelser
- Grimhøj Motocross Klub med motocross-bane ved foden af Grimhøj. Klubhus med udlejning af motocrosscykler
- KFUM-spejdernes Skjoldhøj Gruppe startede 1975. Nyt spejderhus i 1992, "Skjoldhøjen", ved Skjoldhøj Kirke

## Bebyggelser
- Brabrand Boligforening har placeret flere afdelinger med etagebyggeri, det største bærer navnet Holmstrup samt et kollegium. Desuden findes en mængde private ejerlav og andelsforeninger.
- Grundejerforeningen Holmstrup Bakker fra 1984 dækker med seks afdelinger villaer mellem Viborgvej og Jernaldervej, mellem Holmstrupgårdvej og Dalbovej. I dette område skete de første bebyggelser på Holmstrup Mark.[1]
- Skjoldhøjparken anlagt i 1960'erne som Danmarks største villakvarter (25 ha) ved Danmarks første Bilka
- Skjoldhøjkollegiet fra 1973 tegnet af Arkitektfirmaet Friis og Moltke. Er med 1.000 værelsesenheder det største kollegium i Aarhus
- Stenaldervej Kollegiet fra 1989.

### Præmierede nyopførte bygninger
Aarhus Kommune har årligt siden 1988 præmieret et antal nybyggerier for god arkitektur. På Holmstrup Mark ses:
- Skjoldhøj Kirke (1988): Jernaldervej 425, Århus V. Bygherre: Brabrand Menighedsråd. Opførelse: 1983-84. Arkitekt: Friis & Moltke A/S, Aarhus. Ingeniør: Birch & Krogboe. Landskabsarkitekt: Sven Hansen, Brabrand
- Bebyggelsen Odinsgård (1990): Stenaldervej 195-209, Århus V. Bygherre: Brabrand Boligforening, Afd. X. Opførelse: 1990. Arkitekt: Arkitektgruppen Aarhus K/S, Århus. Ingeniør: Viggo Michaelsen A/S, Køge
- Bebyggelsen Holmstrup (1998): Jernaldervej 215-277, Århus V. Bygherre: Brabrand Boligforening, Brabrand. Opførelse: 1973-75. Arkitekt: Arkitektgruppen Aarhus K/S, Aarhus. Ingeniør: Ing. firmaet Viggo Madsen A/S, Højbjerg.

## Lokaliteter
- Grimhøj er en delvis kunstig bakke (91 m) bygget af Aarhus Kommune – primært af overskudsjord oven på den eksisterende bakke (81 m). Den ligger ved siden af Grimhøjgård som bl.a. afholder "Danmarks grimmeste festival".
- Spobjerg (Spobjærg i ældre dansk) er en mindre bakke (45 m) hvorpå Skjoldhøj Kollegiet er bygget og tilført en 'ny' vej ved navn Spobjergvej.
- Bremerholm er et vådområde med drænkanaler og regnvandsbassiner beliggende i Skjoldhøjkilen mellem Holmstrupgård, Skjoldhøj og Spobjerg
- Holmstrup Bassin er den største sø i området beliggende mellem Hasle Bakker og Grimhøj

## Butikker
I Holmstrup er der en Lokal Brugs, som ud over at levere de varer som Brugsen normalt handler med også har medicinudlevering fra Apotek, medicinsalg, frimærkesalg, tips og lotto, klippekort og meget mere.
På Holmstrup Mark er der en par discountforretninger spredt ud over området.
Der er store butikker med forbrugsvarer nær Bilka på adresser som Anelystparken og Agerøvej. Nærmeste forretningscentre er City Vest, Basar Vest, Hasle og Åbyhøj.